# 24 uur van Le Mans 2017
De 24 uur van Le Mans 2017 was de 85e editie van deze endurancerace. De race werd verreden op 17 en 18 juni 2017 op het Circuit de la Sarthe nabij Le Mans, Frankrijk. Het was de derde race van het FIA World Endurance Championship-seizoen 2017.
De race werd gekenmerkt door uitvalbeurten in de LMP1 klasse, waarbij zowel de leidende Toyota #7 als de Porsche #1 uitvielen, evenals de Toyota #9. Aangezien de laatste overgebleven LMP1 auto's, de Porsche #2 en Toyota #8 vroeg in de race met problemen te maken kregen leek de overall zege naar de #38 Oreca uit de LMP2 klasse te gaan. De Porsche met startnummer 2, met aan boord Brendon Hartley, Timo Bernhard en Earl Bamber wist echter met nog 1 uur te rijden de Oreca te passeren, en op deze manier de zege veilig te stellen. Voor het eerst in de historie van de race kwam de nummer twee uit de LMP2-klasse. De tweede, en naast de Porsche enige overgebleven LMP1 werd de Toyota #8 op een achtste plaats overall.
De LMP2-klasse werd gewonnen door de Jackie Chan DC Racing #38 van Ho-Pin Tung, Thomas Laurent en Oliver Jarvis. De LMGTE Pro-klasse werd gewonnen door de Aston Martin Racing #97 van Darren Turner, Jonathan Adam en Daniel Serra. De LMGTE Am-klasse werd gewonnen door de JMW Motorsport #84 van Robert Smith, Will Stevens en Dries Vanthoor.

## Inschrijvingen
| No.                           | Team                       | Auto                     | Banden                  | Rijder 1                | Rijder 2                | Rijder 3                 |                         |
| LMP1 (6 inschrijvingen)       | LMP1 (6 inschrijvingen)    | LMP1 (6 inschrijvingen)  | LMP1 (6 inschrijvingen) | LMP1 (6 inschrijvingen) | LMP1 (6 inschrijvingen) | LMP1 (6 inschrijvingen)  | LMP1 (6 inschrijvingen) |
| ----------------------------- | -------------------------- | ------------------------ | ----------------------- | ----------------------- | ----------------------- | ------------------------ | ----------------------- |
| 1                             | Porsche LMP Team           | Porsche 919 Hybrid       | M                       | Neel Jani               | Nick Tandy              | André Lotterer           |                         |
| 2                             | Porsche LMP Team           | Porsche 919 Hybrid       | M                       | Brendon Hartley         | Timo Bernhard           | Earl Bamber              |                         |
| 4                             | ByKolles Racing Team       | ENSO CLM P1/01-Nissan    | M                       | Oliver Webb             | James Rossiter          | Dominik Kraihamer        |                         |
| 7                             | Toyota Gazoo Racing        | Toyota TS050 Hybrid      | M                       | Mike Conway             | Kamui Kobayashi         | Stéphane Sarrazin        |                         |
| 8                             | Toyota Gazoo Racing        | Toyota TS050 Hybrid      | M                       | Sébastien Buemi         | Anthony Davidson        | Kazuki Nakajima          |                         |
| 9                             | Toyota Gazoo Racing        | Toyota TS050 Hybrid      | M                       | José María López        | Yuji Kunimoto           | Nicolas Lapierre         |                         |
| LMP2 (25 inschrijvingen)      |                            |                          |                         |                         |                         |                          |                         |
| 13                            | Vaillante Rebellion        | Oreca 07-Gibson          | D                       | Nelson Piquet jr.       | Mathias Beche           | David Heinemeier Hansson |                         |
| 17                            | IDEC Sport Racing          | Ligier JS P217-Gibson    | M                       | Patrice Lafargue        | Paul Lafargue           | David Zollinger          |                         |
| 21                            | DragonSpeed - 10 Star      | Oreca 07-Gibson          | D                       | Henrik Hedman           | Ben Hanley              | Felix Rosenqvist         |                         |
| 22                            | G-Drive Racing             | Oreca 07-Gibson          | D                       | Memo Rojas              | Ryō Hirakawa            | José Gutiérrez           |                         |
| 23                            | Panis Barthez Competition  | Ligier JS P217-Gibson    | M                       | Fabien Barthez          | Timothé Buret           | Nathanaël Berthon        |                         |
| 24                            | CEFC Manor TRS Racing      | Oreca 07-Gibson          | D                       | Tor Graves              | Jonathan Hirschi        | Jean-Éric Vergne         |                         |
| 25                            | CEFC Manor TRS Racing      | Oreca 07-Gibson          | D                       | Roberto González        | Simon Trummer           | Vitali Petrov            |                         |
| 26                            | G-Drive Racing             | Oreca 07-Gibson          | D                       | Roman Roesinov          | Pierre Thiriet          | Alex Lynn                |                         |
| 27                            | SMP Racing                 | Dallara P217-Gibson      | D                       | Michail Aljosjin        | Sergej Sirotkin         | Viktor Shaitar           |                         |
| 28                            | TDS Racing                 | Oreca 07-Gibson          | D                       | Emmanuel Collard        | François Perrodo        | Matthieu Vaxivière       |                         |
| 29                            | Racing Team Nederland      | Dallara P217-Gibson      | D                       | Rubens Barrichello      | Frits van Eerd          | Jan Lammers              |                         |
| 31                            | Vaillante Rebellion        | Oreca 07-Gibson          | D                       | Nicolas Prost           | Bruno Senna             | Julien Canal             |                         |
| 32                            | United Autosports          | Ligier JS P217-Gibson    | D                       | Will Owen               | Hugo de Sadeleer        | Filipe Albuquerque       |                         |
| 33                            | Eurasia Motorsport         | Ligier JS P217-Gibson    | D                       | Jacques Nicolet         | Pierre Nicolet          | Erik Maris               |                         |
| 34                            | Tockwith Motorsports       | Ligier JS P217-Gibson    | D                       | Nigel Moore             | Philip Hanson           | Karun Chandhok           |                         |
| 35                            | Signatech Alpine Matmut    | Alpine A470-Gibson       | D                       | Nelson Panciatici       | Pierre Ragues           | André Negrão             |                         |
| 36                            | Signatech Alpine Matmut    | Alpine A470-Gibson       | D                       | Romain Dumas            | Gustavo Menezes         | Matt Rao                 |                         |
| 37                            | Jackie Chan DC Racing      | Oreca 07-Gibson          | D                       | David Cheng             | Alex Brundle            | Tristan Gommendy         |                         |
| 38                            | Jackie Chan DC Racing      | Oreca 07-Gibson          | D                       | Ho-Pin Tung             | Oliver Jarvis           | Thomas Laurent           |                         |
| 39                            | Graff                      | Oreca 07-Gibson          | D                       | Enzo Guibbert           | Eric Trouillet          | James Winslow            |                         |
| 40                            | Graff                      | Oreca 07-Gibson          | D                       | James Allen             | Franck Matelli          | Richard Bradley          |                         |
| 43                            | Keating Motorsports        | Riley MK30-Gibson        | M                       | Ben Keating             | Jeroen Bleekemolen      | Ricky Taylor             |                         |
| 45                            | Algarve Pro Racing         | Ligier JS P217-Gibson    | D                       | Mark Patterson          | Matt McMurry            | Vincent Capillaire       |                         |
| 47                            | Cetilar Villorba Corse     | Dallara P217-Gibson      | D                       | Andrea Belicchi         | Roberto Lacorte         | Giorgio Sernagiotto      |                         |
| 49                            | ARC Bratislava             | Ligier JS P217-Gibson    | M                       | Miroslav Konôpka        | Konstantīns Calko       | Rik Breukers             |                         |
| LMGTE Pro (13 inschrijvingen) |                            |                          |                         |                         |                         |                          |                         |
| 51                            | AF Corse                   | Ferrari 488 GTE          | M                       | James Calado            | Alessandro Pier Guidi   | Michele Rugolo           |                         |
| 63                            | Corvette Racing - GM       | Chevrolet Corvette C7.R  | M                       | Jan Magnussen           | Antonio García          | Jordan Taylor            |                         |
| 64                            | Corvette Racing - GM       | Chevrolet Corvette C7.R  | M                       | Oliver Gavin            | Tommy Milner            | Marcel Fässler           |                         |
| 66                            | Ford Chip Ganassi Team UK  | Ford GT                  | M                       | Stefan Mücke            | Olivier Pla             | Billy Johnson            |                         |
| 67                            | Ford Chip Ganassi Team UK  | Ford GT                  | M                       | Andy Priaulx            | Harry Tincknell         | Pipo Derani              |                         |
| 68                            | Ford Chip Ganassi Team USA | Ford GT                  | M                       | Joey Hand               | Tony Kanaan             | Dirk Müller              |                         |
| 69                            | Ford Chip Ganassi Team USA | Ford GT                  | M                       | Ryan Briscoe            | Scott Dixon             | Richard Westbrook        |                         |
| 71                            | AF Corse                   | Ferrari 488 GTE          | M                       | Davide Rigon            | Sam Bird                | Miguel Molina            |                         |
| 82                            | Risi Competizione          | Ferrari 488 GTE          | M                       | Toni Vilander           | Giancarlo Fisichella    | Pierre Kaffer            |                         |
| 91                            | Porsche GT Team            | Porsche 911 RSR          | M                       | Richard Lietz           | Frédéric Makowiecki     | Patrick Pilet            |                         |
| 92                            | Porsche GT Team            | Porsche 911 RSR          | M                       | Michael Christensen     | Kévin Estre             | Dirk Werner              |                         |
| 95                            | Aston Martin Racing        | Aston Martin Vantage GTE | D                       | Nicki Thiim             | Marco Sørensen          | Richie Stanaway          |                         |
| 97                            | Aston Martin Racing        | Aston Martin Vantage GTE | D                       | Darren Turner           | Jonathan Adam           | Daniel Serra             |                         |
| LMGTE Am (16 inschrijvingen)  |                            |                          |                         |                         |                         |                          |                         |
| 50                            | Larbre Compétition         | Chevrolet Corvette C7.R  | M                       | Romain Brandela         | Christian Philippon     | Fernando Rees            |                         |
| 54                            | Spirit of Race             | Ferrari 488 GTE          | M                       | Thomas Flohr            | Francesco Castellacci   | Olivier Beretta          |                         |
| 55                            | Spirit of Race             | Ferrari 488 GTE          | M                       | Duncan Cameron          | Aaron Scott             | Marco Cioci              |                         |
| 60                            | Clearwater Racing          | Ferrari 488 GTE          | M                       | Richard Wee             | Álvaro Parente          | Hiroki Katoh             |                         |
| 61                            | Clearwater Racing          | Ferrari 488 GTE          | M                       | Weng Sun Mok            | Keita Sawa              | Matt Griffin             |                         |
| 62                            | Scuderia Corsa             | Ferrari 488 GTE          | M                       | Cooper MacNeil          | Bill Sweedler           | Townsend Bell            |                         |
| 65                            | Scuderia Corsa             | Ferrari 488 GTE          | M                       | Christina Nielsen       | Alessandro Balzan       | Bret Curtis              |                         |
| 77                            | Dempsey-Proton Racing      | Porsche 911 RSR          | D                       | Christian Ried          | Marvin Dienst           | Matteo Cairoli           |                         |
| 83                            | DH Racing                  | Ferrari 488 GTE          | M                       | Tracy Krohn             | Niclas Jönsson          | Andrea Bertolini         |                         |
| 84                            | JMW Motorsport             | Ferrari 488 GTE          | M                       | Robert Smith            | Will Stevens            | Dries Vanthoor           |                         |
| 86                            | Gulf Racing UK             | Porsche 911 RSR          | D                       | Mike Wainwright         | Ben Barker              | Nick Foster              |                         |
| 88                            | Proton Competition         | Porsche 911 RSR          | D                       | Klaus Bachler           | Stéphane Lémeret        | Khaled Al Qubaisi        |                         |
| 90                            | TF Sport                   | Aston Martin Vantage GTE | D                       | Salih Yoluç             | Euan Hankey             | Rob Bell                 |                         |
| 93                            | Proton Competition         | Porsche 911 RSR          | D                       | Patrick Long            | Abdualaziz Al Faisal    | Mike Hedlund             |                         |
| 98                            | Aston Martin Racing        | Aston Martin Vantage GTE | D                       | Paul Dalla Lana         | Pedro Lamy              | Mathias Lauda            |                         |
| 99                            | Beechdean AMR              | Aston Martin Vantage GTE | D                       | Andrew Howard           | Ross Gunn               | Oliver Bryant            |                         |

## Kwalificatie
Tijden vetgedrukt betekent de snelste tijd in die klasse. De snelste tijd voor elk team wordt aangegeven door een grijze achtergrond.
| Pos. | Klasse    | No. | Team                       | Q1        | Q2        | Q3        | Verschil | Grid |
| ---- | --------- | --- | -------------------------- | --------- | --------- | --------- | -------- | ---- |
| 1    | LMP1      | 7   | Toyota Gazoo Racing        | 3:18.793  | 3:14.791  | 3:19.928  |          | 1    |
| 2    | LMP1      | 8   | Toyota Gazoo Racing        | 3:19.483  | Geen tijd | 3:17.128  | +2.337   | 2    |
| 3    | LMP1      | 1   | Porsche LMP Team           | 3:21.165  | 3:17.259  | 3:18.210  | +2.468   | 3    |
| 3    | LMP1      | 2   | Porsche LMP Team           | 3:19.710  | 3:18.067  | 3:20.154  | +3.276   | 3    |
| 5    | LMP1      | 9   | Toyota Gazoo Racing        | 3:19.958  | 3:19.889  | 3:18.625  | +3.834   | 5    |
| 6    | LMP1      | 4   | ByKolles Racing Team       | 3:28.887  | 3:26.026  | 3:24.170  | +9.379   | 6    |
| 7    | LMP2      | 26  | G-Drive Racing             | 3:31.945  | 3:28.580  | 3:25.352  | +10.561  | 7    |
| 8    | LMP2      | 25  | CEFC Manor TRS Racing      | 3:30.502  | 3:25.549  | 3:26.521  | +10.758  | 8    |
| 9    | LMP2      | 38  | Jackie Chan DC Racing      | 3:31.024  | 3:26.776  | 3:25.911  | +11.120  | 9    |
| 10   | LMP2      | 31  | Vaillante Rebellion        | 3:29.851  | 3:27.564  | 3:26.736  | +11.945  | 10   |
| 11   | LMP2      | 13  | Vaillante Rebellion        | 3:31.636  | 3:27.071  | 3:26.811  | +12.020  | 11   |
| 12   | LMP2      | 24  | CEFC Manor TRS Racing      | 3:30.847  | 3:26.871  | 3:27.359  | +12.080  | 12   |
| 13   | LMP2      | 28  | TDS Racing                 | 3:29.333  | 3:31.085  | 3:27.108  | +12.317  | 13   |
| 14   | LMP2      | 35  | Signatech Alpine Matmut    | 3:31.439  | 3:29.328  | 3:27.517  | +12.726  | 14   |
| 15   | LMP2      | 37  | Jackie Chan DC Racing      | 3:41.393  | 3:28.432  | 3:27.535  | +12.744  | 15   |
| 16   | LMP2      | 27  | SMP Racing                 | 3:34.407  | 3:30.262  | 3:27.782  | +12.991  | 16   |
| 17   | LMP2      | 36  | Signatech Alpine Matmut    | 3:31.065  | 3:28.856  | 3:28.051  | +13.260  | 17   |
| 18   | LMP2      | 39  | Graff                      | 3:32.987  | 3:36.128  | 3:28.368  | +13.577  | 18   |
| 19   | LMP2      | 40  | Graff                      | 3:32.477  | 3:29.396  | 3:28.891  | +14.100  | 19   |
| 20   | LMP2      | 22  | G-Drive Racing             | 3:31.963  | 3:28.937  | 3:30.313  | +14.146  | 20   |
| 21   | LMP2      | 32  | United Autosports          | 3:34.166  | 3:30.693  | 3:29.151  | +14.360  | 21   |
| 22   | LMP2      | 21  | DragonSpeed - 10 Star      | 3:34.046  | 3:30.396  | 3:29.777  | +14.986  | 22   |
| 23   | LMP2      | 29  | Racing Team Nederland      | 3:33.796  | 3:31.766  | 3:29.976  | +15.185  | 23   |
| 24   | LMP2      | 47  | Cetilar Villorba Corse     | 3:34.846  | 3:30.014  | 3:33.412  | +15.223  | 24   |
| 25   | LMP2      | 45  | Algarve Pro Racing         | 3:37.814  | 3:30.164  | 3:32.425  | +15.373  | 25   |
| 26   | LMP2      | 23  | Panis Barthez Competition  | 3:35.559  | 3:31.346  | 3:32.888  | +16.555  | 26   |
| 27   | LMP2      | 34  | Tockwith Motorsports       | 3:41.628  | 3:33.739  | 3:32.536  | +17.745  | 27   |
| 28   | LMP2      | 49  | ARC Bratislava             | 3:37.226  | 3:33.921  | Geen tijd | +19.130  | 28   |
| 29   | LMP2      | 17  | IDEC Sport Racing          | 3:40.162  | 3:36.362  | 3:36.230  | +21.439  | 29   |
| 30   | LMP2      | 43  | Keating Motorsport         | 3:40.813  | 3:37.350  | 3:37.007  | +22.216  | 30   |
| 31   | LMP2      | 33  | Eurasia Motorsport         | 3:42.660  | 3:42.916  | Geen tijd | +27.869  | 31   |
| 32   | LMGTE Pro | 97  | Aston Martin Racing        | 3:53.296  | 3:51.860  | 3:50.837  | +36.046  | 32   |
| 33   | LMGTE Pro | 51  | AF Corse                   | 3:53.123  | 3:52.087  | 3:51.028  | +36.237  | 33   |
| 34   | LMGTE Pro | 95  | Aston Martin Racing        | 3:52.117  | 3:52.525  | 3:51.038  | +36.247  | 34   |
| 35   | LMGTE Pro | 71  | AF Corse                   | 3:52.235  | 3:52.903  | 3:51.086  | +36.295  | 35   |
| 36   | LMGTE Pro | 69  | Ford Chip Ganassi Team USA | 3:55.553  | 3:52.496  | 3:51.232  | +36.441  | 36   |
| 37   | LMGTE Pro | 63  | Corvette Racing - GM       | 3:54.847  | 3:52.886  | 3:51.484  | +36.693  | 37   |
| 38   | LMGTE Pro | 92  | Porsche GT Team            | 3:54.243  | 3:52.177  | 3:51.847  | +37.056  | 38   |
| 39   | LMGTE Pro | 66  | Ford Chip Ganassi Team UK  | 3:55.803  | 3:52.558  | 3:51.991  | +37.200  | 39   |
| 40   | LMGTE Pro | 67  | Ford Chip Ganassi Team UK  | 3:54.118  | 3:53.059  | 3:52.008  | +37.217  | 40   |
| 41   | LMGTE Pro | 64  | Corvette Racing - GM       | 3:54.876  | 3:52.391  | 3:52.017  | +37.226  | 41   |
| 42   | LMGTE Pro | 82  | Risi Competizione          | Geen tijd | 3:52.138  | 3:54.129  | +37.347  | 42   |
| 43   | LMGTE Pro | 68  | Ford Chip Ganassi Team USA | 3:55.059  | 3:52.626  | 3:52.178  | +37.387  | 43   |
| 44   | LMGTE Pro | 91  | Porsche GT Team            | 3:54.564  | 3:52.593  | 3:53.807  | +37.802  | 44   |
| 45   | LMGTE Am  | 50  | Larbre Compétition         | 3:56.259  | 3:54.559  | 3:52.843  | +38.052  | 45   |
| 46   | LMGTE Am  | 98  | Aston Martin Racing        | 3:55.134  | 3:54.456  | 3:53.233  | +38.442  | 46   |
| 47   | LMGTE Am  | 62  | Scuderia Corsa             | 3:57.267  | 3:54.576  | 3:53.312  | +38.521  | 47   |
| 48   | LMGTE Am  | 77  | Dempsey-Proton Racing      | 3:55.692  | 3:54.890  | 3:53.381  | +38.590  | 48   |
| 49   | LMGTE Am  | 55  | Spirit of Race             | 4:01.098  | 3:54.941  | 3:53.641  | +38.850  | 49   |
| 50   | LMGTE Am  | 84  | JMW Motorsport             | 3:56.890  | 3:53.981  | 3:53.977  | +39.186  | 50   |
| 51   | LMGTE Am  | 83  | DH Racing                  | 3:55.966  | 3:54.813  | 3:54.088  | +39.297  | 51   |
| 52   | LMGTE Am  | 90  | TF Sport                   | 3:55.953  | 3:54.319  | 3:54.551  | +39.528  | 52   |
| 53   | LMGTE Am  | 99  | Beechdean AMR              | 3:57.463  | 3:55.046  | 3:54.328  | +39.537  | 53   |
| 54   | LMGTE Am  | 93  | Proton Competition         | 3:58.196  | 3:54.621  | 3:59.046  | +39.830  | 54   |
| 55   | LMGTE Am  | 61  | Clearwater Racing          | 3:56.333  | 3:55.995  | 3:54.955  | +40.164  | 55   |
| 56   | LMGTE Am  | 60  | Clearwater Racing          | 3:57.321  | 4:02.436  | 3:54.994  | +40.203  | 56   |
| 57   | LMGTE Am  | 88  | Proton Competition         | 3:56.507  | 3:55.468  | 4:00.323  | +40.677  | 57   |
| 58   | LMGTE Am  | 54  | Spirit of Race             | 3:58.904  | 3:57.005  | 3:56.301  | +41.510  | 58   |
| 59   | LMGTE Am  | 86  | Gulf Racing UK             | 3:58.427  | Geen tijd | 3:56.469  | +41.678  | 59   |
| 60   | LMGTE Am  | 65  | Scuderia Corsa             | 3:58.249  | 3:59.842  | Geen tijd | +43.458  | 60   |

## Uitslag
Winnaars in hun klasse zijn vetgedrukt; LMP1 is rood, LMP2 is blauw, LMGTE Pro is groen en LMGTE Am is oranje.
| Pos. | Klasse    | No. | Team                       | Coureurs                                                 | Chassis                       | Banden   | Ronden | Tijd/Reden        |
| Pos. | Klasse    | No. | Team                       | Coureurs                                                 | Motor                         | Banden   | Ronden | Tijd/Reden        |
| ---- | --------- | --- | -------------------------- | -------------------------------------------------------- | ----------------------------- | -------- | ------ | ----------------- |
| 1    | LMP1      | 2   | Porsche Team               | Timo Bernhard Brendon Hartley Earl Bamber                | Porsche 919 Hybrid            | M        | 367    | 24:01:14.075      |
| 1    | LMP1      | 2   | Porsche Team               | Timo Bernhard Brendon Hartley Earl Bamber                | Porsche 2.0 L Turbo V4        | M        | 367    | 24:01:14.075      |
| 2    | LMP2      | 38  | Jackie Chan DC Racing      | Ho-Pin Tung Thomas Laurent Oliver Jarvis                 | Oreca 07                      | D        | 366    | +1 ronde          |
| 2    | LMP2      | 38  | Jackie Chan DC Racing      | Ho-Pin Tung Thomas Laurent Oliver Jarvis                 | Gibson GK428 4.2 L V8         | D        | 366    | +1 ronde          |
| 3    | LMP2      | 37  | Jackie Chan DC Racing      | David Cheng Tristan Gommendy Alex Brundle                | Oreca 07                      | D        | 363    | +4 ronden         |
| 3    | LMP2      | 37  | Jackie Chan DC Racing      | David Cheng Tristan Gommendy Alex Brundle                | Gibson GK428 4.2 L V8         | D        | 363    | +4 ronden         |
| 4    | LMP2      | 35  | Signatech Alpine Matmut    | Nelson Panciatici Pierre Ragues André Negrão             | Alpine A470                   | D        | 362    | +5 ronden         |
| 4    | LMP2      | 35  | Signatech Alpine Matmut    | Nelson Panciatici Pierre Ragues André Negrão             | Gibson GK428 4.2 L V8         | D        | 362    | +5 ronden         |
| 5    | LMP2      | 32  | United Autosports          | Will Owen Hugo de Sadeleer Filipe Albuquerque            | Ligier JS P217                | D        | 362    | +5 ronden         |
| 5    | LMP2      | 32  | United Autosports          | Will Owen Hugo de Sadeleer Filipe Albuquerque            | Gibson GK428 4.2 L V8         | D        | 362    | +5 ronden         |
| 6    | LMP2      | 40  | Graff                      | James Allen Richard Bradley Franck Matelli               | Oreca 07                      | D        | 361    | +6 ronden         |
| 6    | LMP2      | 40  | Graff                      | James Allen Richard Bradley Franck Matelli               | Gibson GK428 4.2 L V8         | D        | 361    | +6 ronden         |
| 7    | LMP2      | 24  | CEFC Manor TRS Racing      | Tor Graves Jonathan Hirschi Jean-Éric Vergne             | Oreca 07                      | D        | 360    | +7 ronden         |
| 7    | LMP2      | 24  | CEFC Manor TRS Racing      | Tor Graves Jonathan Hirschi Jean-Éric Vergne             | Gibson GK428 4.2 L V8         | D        | 360    | +7 ronden         |
| 8    | LMP1      | 8   | Toyota Gazoo Racing        | Sébastien Buemi Kazuki Nakajima Anthony Davidson         | Toyota TS050 Hybrid           | M        | 358    | +9 ronden         |
| 8    | LMP1      | 8   | Toyota Gazoo Racing        | Sébastien Buemi Kazuki Nakajima Anthony Davidson         | Toyota 2.4 L Turbo V6         | M        | 358    | +9 ronden         |
| 9    | LMP2      | 47  | Cetilar Villorba Corse     | Andrea Belicchi Roberto Lacorte Giorgio Sernagiotto      | Dallara P217                  | D        | 353    | +14 ronden        |
| 9    | LMP2      | 47  | Cetilar Villorba Corse     | Andrea Belicchi Roberto Lacorte Giorgio Sernagiotto      | Gibson GK428 4.2 L V8         | D        | 353    | +14 ronden        |
| 10   | LMP2      | 36  | Signatech Alpine Matmut    | Romain Dumas Gustavo Menezes Matt Rao                    | Alpine A470                   | D        | 351    | +16 ronden        |
| 10   | LMP2      | 36  | Signatech Alpine Matmut    | Romain Dumas Gustavo Menezes Matt Rao                    | Gibson GK428 4.2 L V8         | D        | 351    | +16 ronden        |
| 11   | LMP2      | 34  | Tockwith Motorsports       | Philip Hanson Nigel Moore Karun Chandhok                 | Ligier JS P217                | D        | 351    | +16 ronden        |
| 11   | LMP2      | 34  | Tockwith Motorsports       | Philip Hanson Nigel Moore Karun Chandhok                 | Gibson GK428 4.2 L V8         | D        | 351    | +16 ronden        |
| 12   | LMP2      | 17  | IDEC Sport Racing          | Patrice Lafargue Paul Lafargue David Zollinger           | Ligier JS P217                | M        | 344    | +23 ronden        |
| 12   | LMP2      | 17  | IDEC Sport Racing          | Patrice Lafargue Paul Lafargue David Zollinger           | Gibson GK428 4.2 L V8         | M        | 344    | +23 ronden        |
| 13   | LMP2      | 29  | Racing Team Nederland      | Rubens Barrichello Jan Lammers Frits van Eerd            | Dallara P217                  | D        | 344    | +23 ronden        |
| 13   | LMP2      | 29  | Racing Team Nederland      | Rubens Barrichello Jan Lammers Frits van Eerd            | Gibson GK428 4.2 L V8         | D        | 344    | +23 ronden        |
| 14   | LMP2      | 21  | DragonSpeed - 10 Star      | Henrik Hedman Felix Rosenqvist Ben Hanley                | Oreca 07                      | D        | 343    | +24 ronden        |
| 14   | LMP2      | 21  | DragonSpeed - 10 Star      | Henrik Hedman Felix Rosenqvist Ben Hanley                | Gibson GK428 4.2 L V8         | D        | 343    | +24 ronden        |
| 15   | LMP2      | 33  | Eurasia Motorsport         | Jacques Nicolet Pierre Nicolet Erik Maris                | Ligier JS P217                | D        | 341    | +26 ronden        |
| 15   | LMP2      | 33  | Eurasia Motorsport         | Jacques Nicolet Pierre Nicolet Erik Maris                | Gibson GK428 4.2 L V8         | D        | 341    | +26 ronden        |
| 16   | LMP2      | 31  | Vaillante Rebellion        | Bruno Senna Nicolas Prost Julien Canal                   | Oreca 07                      | D        | 340    | +27 ronden        |
| 16   | LMP2      | 31  | Vaillante Rebellion        | Bruno Senna Nicolas Prost Julien Canal                   | Gibson GK428 4.2 L V8         | D        | 340    | +27 ronden        |
| 17   | LMGTE Pro | 97  | Aston Martin Racing        | Darren Turner Jonathan Adam Daniel Serra                 | Aston Martin Vantage GTE      | D        | 340    | +27 ronden        |
| 17   | LMGTE Pro | 97  | Aston Martin Racing        | Darren Turner Jonathan Adam Daniel Serra                 | Aston Martin 4.5 L V8         | D        | 340    | +27 ronden        |
| 18   | LMGTE Pro | 67  | Ford Chip Ganassi Team UK  | Harry Tincknell Andy Priaulx Pipo Derani                 | Ford GT                       | M        | 340    | +27 ronden        |
| 18   | LMGTE Pro | 67  | Ford Chip Ganassi Team UK  | Harry Tincknell Andy Priaulx Pipo Derani                 | Ford EcoBoost 3.5 L Turbo V6  | M        | 340    | +27 ronden        |
| 19   | LMGTE Pro | 63  | Corvette Racing – GM       | Jan Magnussen Antonio García Jordan Taylor               | Chevrolet Corvette C7.R       | M        | 340    | +27 ronden        |
| 19   | LMGTE Pro | 63  | Corvette Racing – GM       | Jan Magnussen Antonio García Jordan Taylor               | Chevrolet 5.5 L V8            | M        | 340    | +27 ronden        |
| 20   | LMGTE Pro | 91  | Porsche GT Team            | Richard Lietz Frédéric Makowiecki Patrick Pilet          | Porsche 911 RSR               | M        | 339    | +28 ronden        |
| 20   | LMGTE Pro | 91  | Porsche GT Team            | Richard Lietz Frédéric Makowiecki Patrick Pilet          | Porsche 4.0 L Flat-6          | M        | 339    | +28 ronden        |
| 21   | LMGTE Pro | 71  | AF Corse                   | Davide Rigon Sam Bird Miguel Molina                      | Ferrari 488 GTE               | M        | 339    | +28 ronden        |
| 21   | LMGTE Pro | 71  | AF Corse                   | Davide Rigon Sam Bird Miguel Molina                      | Ferrari F154CB 3.9 L Turbo V8 | M        | 339    | +28 ronden        |
| 22   | LMGTE Pro | 68  | Ford Chip Ganassi Team USA | Joey Hand Tony Kanaan Dirk Müller                        | Ford GT                       | M        | 339    | +28 ronden        |
| 22   | LMGTE Pro | 68  | Ford Chip Ganassi Team USA | Joey Hand Tony Kanaan Dirk Müller                        | Ford EcoBoost 3.5 L Turbo V6  | M        | 339    | +28 ronden        |
| 23   | LMGTE Pro | 69  | Ford Chip Ganassi Team USA | Ryan Briscoe Scott Dixon Richard Westbrook               | Ford GT                       | M        | 337    | +30 ronden        |
| 23   | LMGTE Pro | 69  | Ford Chip Ganassi Team USA | Ryan Briscoe Scott Dixon Richard Westbrook               | Ford EcoBoost 3.5 L Turbo V6  | M        | 337    | +30 ronden        |
| 24   | LMGTE Pro | 64  | Corvette Racing – GM       | Oliver Gavin Tommy Milner Marcel Fässler                 | Chevrolet Corvette C7.R       | M        | 335    | +32 ronden        |
| 24   | LMGTE Pro | 64  | Corvette Racing – GM       | Oliver Gavin Tommy Milner Marcel Fässler                 | Chevrolet 5.5 L V8            | M        | 335    | +32 ronden        |
| 25   | LMGTE Pro | 95  | Aston Martin Racing        | Nicki Thiim Marco Sørensen Richie Stanaway               | Aston Martin Vantage GTE      | D        | 334    | +33 ronden        |
| 25   | LMGTE Pro | 95  | Aston Martin Racing        | Nicki Thiim Marco Sørensen Richie Stanaway               | Aston Martin 4.5 L V8         | D        | 334    | +33 ronden        |
| 26   | LMGTE Am  | 84  | JMW Motorsport             | Robert Smith Will Stevens Dries Vanthoor                 | Ferrari 488 GTE               | M        | 333    | +34 ronden        |
| 26   | LMGTE Am  | 84  | JMW Motorsport             | Robert Smith Will Stevens Dries Vanthoor                 | Ferrari F136GT 4.5 L V8       | M        | 333    | +34 ronden        |
| 27   | LMGTE Pro | 66  | Ford Chip Ganassi Team UK  | Stefan Mücke Olivier Pla Billy Johnson                   | Ford GT                       | M        | 332    | +35 ronden        |
| 27   | LMGTE Pro | 66  | Ford Chip Ganassi Team UK  | Stefan Mücke Olivier Pla Billy Johnson                   | Ford EcoBoost 3.5 L Turbo V6  | M        | 332    | +35 ronden        |
| 28   | LMGTE Am  | 55  | Spirit of Race             | Duncan Cameron Aaron Scott Marco Cioci                   | Ferrari 488 GTE               | M        | 331    | +36 ronden        |
| 28   | LMGTE Am  | 55  | Spirit of Race             | Duncan Cameron Aaron Scott Marco Cioci                   | Ferrari F154CB 3.9 L Turbo V8 | M        | 331    | +36 ronden        |
| 29   | LMGTE Am  | 62  | Scuderia Corsa             | Cooper MacNeil Bill Sweedler Townsend Bell               | Ferrari 488 GTE               | M        | 331    | +36 ronden        |
| 29   | LMGTE Am  | 62  | Scuderia Corsa             | Cooper MacNeil Bill Sweedler Townsend Bell               | Ferrari F154CB 3.9 L Turbo V8 | M        | 331    | +36 ronden        |
| 30   | LMGTE Am  | 99  | Beechdean AMR              | Andrew Howard Ross Gunn Oliver Bryant                    | Aston Martin Vantage GTE      | D        | 331    | +36 ronden        |
| 30   | LMGTE Am  | 99  | Beechdean AMR              | Andrew Howard Ross Gunn Oliver Bryant                    | Aston Martin 4.5 L V8         | D        | 331    | +36 ronden        |
| 31   | LMGTE Am  | 61  | Clearwater Racing          | Weng Sun Mok Keita Sawa Matt Griffin                     | Ferrari 488 GTE               | M        | 330    | +37 ronden        |
| 31   | LMGTE Am  | 61  | Clearwater Racing          | Weng Sun Mok Keita Sawa Matt Griffin                     | Ferrari F154CB 3.9 L Turbo V8 | M        | 330    | +37 ronden        |
| 32   | LMP2      | 45  | Algarve Pro Racing         | Mark Patterson Matt McMurry Vincent Capillaire           | Ligier JS P217                | D        | 330    | +37 ronden        |
| 32   | LMP2      | 45  | Algarve Pro Racing         | Mark Patterson Matt McMurry Vincent Capillaire           | Gibson GK428 4.2 L V8         | D        | 330    | +37 ronden        |
| 33   | LMP2      | 27  | SMP Racing                 | Michail Aljosjin Sergej Sirotkin Viktor Shaitar          | Dallara P217                  | D        | 330    | +37 ronden        |
| 33   | LMP2      | 27  | SMP Racing                 | Michail Aljosjin Sergej Sirotkin Viktor Shaitar          | Gibson GK428 4.2 L V8         | D        | 330    | +37 ronden        |
| 34   | LMGTE Am  | 77  | Dempsey-Proton Racing      | Christian Ried Marvin Dienst Matteo Cairoli              | Porsche 911 RSR               | D        | 329    | +38 ronden        |
| 34   | LMGTE Am  | 77  | Dempsey-Proton Racing      | Christian Ried Marvin Dienst Matteo Cairoli              | Porsche 4.0 L Flat-6          | D        | 329    | +38 ronden        |
| 35   | LMGTE Am  | 90  | TF Sport                   | Salih Yoluç Euan Hankey Rob Bell                         | Aston Martin Vantage GTE      | D        | 329    | +38 ronden        |
| 35   | LMGTE Am  | 90  | TF Sport                   | Salih Yoluç Euan Hankey Rob Bell                         | Aston Martin 4.5 L V8         | D        | 329    | +38 ronden        |
| 36   | LMGTE Am  | 98  | Aston Martin Racing        | Paul Dalla Lana Mathias Lauda Pedro Lamy                 | Aston Martin Vantage GTE      | D        | 329    | +38 ronden        |
| 36   | LMGTE Am  | 98  | Aston Martin Racing        | Paul Dalla Lana Mathias Lauda Pedro Lamy                 | Aston Martin 4.5 L V8         | D        | 329    | +38 ronden        |
| 37   | LMGTE Am  | 93  | Proton Competition         | Patrick Long Mike Hedlund Abdulaziz Al Faisal            | Porsche 911 RSR               | D        | 329    | +38 ronden        |
| 37   | LMGTE Am  | 93  | Proton Competition         | Patrick Long Mike Hedlund Abdulaziz Al Faisal            | Porsche 4.0 L Flat-6          | D        | 329    | +38 ronden        |
| 38   | LMGTE Am  | 86  | Gulf Racing UK             | Michael Wainwright Ben Barker Nick Foster                | Porsche 911 RSR               | D        | 328    | +39 ronden        |
| 38   | LMGTE Am  | 86  | Gulf Racing UK             | Michael Wainwright Ben Barker Nick Foster                | Porsche 4.0 L Flat-6          | D        | 328    | +39 ronden        |
| 39   | LMP2      | 22  | G-Drive Racing             | Memo Rojas Ryō Hirakawa José Gutiérrez                   | Oreca 07                      | D        | 327    | +40 ronden        |
| 39   | LMP2      | 22  | G-Drive Racing             | Memo Rojas Ryō Hirakawa José Gutiérrez                   | Gibson GK428 4.2 L V8         | D        | 327    | +40 ronden        |
| 40   | LMGTE Am  | 60  | Clearwater Racing          | Richard Wee Álvaro Parente Hiroki Katoh                  | Ferrari 488 GTE               | M        | 327    | +40 ronden        |
| 40   | LMGTE Am  | 60  | Clearwater Racing          | Richard Wee Álvaro Parente Hiroki Katoh                  | Ferrari F154CB 3.9 L Turbo V8 | M        | 327    | +40 ronden        |
| 41   | LMGTE Am  | 54  | Spirit of Race             | Thomas Flohr Francesco Castellacci Olivier Beretta       | Ferrari 488 GTE               | M        | 326    | +41 ronden        |
| 41   | LMGTE Am  | 54  | Spirit of Race             | Thomas Flohr Francesco Castellacci Olivier Beretta       | Ferrari F154CB 3.9 L Turbo V8 | M        | 326    | +41 ronden        |
| 42   | LMGTE Am  | 83  | DH Racing                  | Tracy Krohn Niclas Jönsson Andrea Bertolini              | Ferrari 488 GTE               | M        | 320    | +47 ronden        |
| 42   | LMGTE Am  | 83  | DH Racing                  | Tracy Krohn Niclas Jönsson Andrea Bertolini              | Ferrari F154CB 3.9 L Turbo V8 | M        | 320    | +47 ronden        |
| 43   | LMP2      | 39  | Graff                      | Eric Trouillet Enzo Guibbert James Winslow               | Oreca 07                      | D        | 318    | +49 ronden        |
| 43   | LMP2      | 39  | Graff                      | Eric Trouillet Enzo Guibbert James Winslow               | Gibson GK428 4.2 L V8         | D        | 318    | +49 ronden        |
| 44   | LMGTE Am  | 65  | Scuderia Corsa             | Christina Nielsen Alessandro Balzan Bret Curtis          | Ferrari 488 GTE               | M        | 314    | +53 ronden        |
| 44   | LMGTE Am  | 65  | Scuderia Corsa             | Christina Nielsen Alessandro Balzan Bret Curtis          | Ferrari F154CB 3.9 L Turbo V8 | M        | 314    | +53 ronden        |
| 45   | LMP2      | 49  | ARC Bratislava             | Miroslav Konôpka Konstantīns Calko Rik Breukers          | Ligier JS P217                | M        | 314    | +53 ronden        |
| 45   | LMP2      | 49  | ARC Bratislava             | Miroslav Konôpka Konstantīns Calko Rik Breukers          | Gibson GK428 4.2 L V8         | M        | 314    | +53 ronden        |
| 46   | LMGTE Pro | 51  | AF Corse                   | James Calado Alessandro Pier Guidi Michele Rugolo        | Ferrari 488 GTE               | M        | 312    | +55 ronden        |
| 46   | LMGTE Pro | 51  | AF Corse                   | James Calado Alessandro Pier Guidi Michele Rugolo        | Ferrari F154CB 3.9 L Turbo V8 | M        | 312    | +55 ronden        |
| 47   | LMP2      | 43  | Keating Motorsport         | Ben Keating Ricky Taylor Jeroen Bleekemolen              | Riley Mk. 30                  | M        | 312    | +55 ronden        |
| 47   | LMP2      | 43  | Keating Motorsport         | Ben Keating Ricky Taylor Jeroen Bleekemolen              | Gibson GK428 4.2 L V8         | M        | 312    | +55 ronden        |
| 48   | LMGTE Am  | 50  | Larbre Compétition         | Romain Brandela Christian Philippon Fernando Rees        | Chevrolet Corvette C7.R       | M        | 309    | +58 ronden        |
| 48   | LMGTE Am  | 50  | Larbre Compétition         | Romain Brandela Christian Philippon Fernando Rees        | Chevrolet 5.5 L V8            | M        | 309    | +58 ronden        |
| DNF  | LMP1      | 1   | Porsche LMP Team           | Neel Jani Nick Tandy André Lotterer                      | Porsche 919 Hybrid            | M        | 318    | Mechanisch        |
| DNF  | LMP1      | 1   | Porsche LMP Team           | Neel Jani Nick Tandy André Lotterer                      | Porsche 2.0 L Turbo V4        | M        | 318    | Mechanisch        |
| DNF  | LMP2      | 23  | Panis Barthez Competition  | Fabien Barthez Timothé Buret Nathanaël Berthon           | Ligier JS P217                | M        | 296    | Uitgevallen       |
| DNF  | LMP2      | 23  | Panis Barthez Competition  | Fabien Barthez Timothé Buret Nathanaël Berthon           | Gibson GK428 4.2 L V8         | M        | 296    | Uitgevallen       |
| DNF  | LMP2      | 28  | TDS Racing                 | François Perrodo Emmanuel Collard Matthieu Vaxivière     | Oreca 07                      | D        | 213    | Ongeluk           |
| DNF  | LMP2      | 28  | TDS Racing                 | François Perrodo Emmanuel Collard Matthieu Vaxivière     | Gibson GK428 4.2 L V8         | D        | 213    | Ongeluk           |
| DNF  | LMGTE Pro | 92  | Porsche GT Team            | Michael Christensen Kévin Estre Dirk Werner              | Porsche 911 RSR               | M        | 179    | Uitgevallen       |
| DNF  | LMGTE Pro | 92  | Porsche GT Team            | Michael Christensen Kévin Estre Dirk Werner              | Porsche 4.0 L Flat-6          | M        | 179    | Uitgevallen       |
| DNF  | LMP1      | 9   | Toyota Gazoo Racing        | José María López Nicolas Lapierre Yuji Kunimoto          | Toyota TS050 Hybrid           | M        | 160    | Lekke band        |
| DNF  | LMP1      | 9   | Toyota Gazoo Racing        | José María López Nicolas Lapierre Yuji Kunimoto          | Toyota 2.4 L Turbo V6         | M        | 160    | Lekke band        |
| DNF  | LMP1      | 7   | Toyota Gazoo Racing        | Mike Conway Kamui Kobayashi Stéphane Sarrazin            | Toyota TS050 Hybrid           | M        | 154    | Koppeling         |
| DNF  | LMP1      | 7   | Toyota Gazoo Racing        | Mike Conway Kamui Kobayashi Stéphane Sarrazin            | Toyota 2.4 L Turbo V6         | M        | 154    | Koppeling         |
| DNF  | LMP2      | 25  | CEFC Manor TRS Racing      | Roberto González Simon Trummer Vitali Petrov             | Oreca 07                      | D        | 152    | Ongeluk           |
| DNF  | LMP2      | 25  | CEFC Manor TRS Racing      | Roberto González Simon Trummer Vitali Petrov             | Gibson GK428 4.2 L V8         | D        | 152    | Ongeluk           |
| DNF  | LMGTE Pro | 82  | Risi Competizione          | Toni Vilander Giancarlo Fisichella Pierre Kaffer         | Ferrari 488 GTE               | M        | 72     | Ongeluk           |
| DNF  | LMGTE Pro | 82  | Risi Competizione          | Toni Vilander Giancarlo Fisichella Pierre Kaffer         | Ferrari F154CB 3.9 L Turbo V8 | M        | 72     | Ongeluk           |
| DNF  | LMP2      | 26  | G-Drive Racing             | Roman Roesinov Pierre Thiriet Alex Lynn                  | Oreca 07                      | D        | 20     | Ongeluk           |
| DNF  | LMP2      | 26  | G-Drive Racing             | Roman Roesinov Pierre Thiriet Alex Lynn                  | Gibson GK428 4.2 L V8         | D        | 20     | Ongeluk           |
| DNF  | LMGTE Am  | 88  | Proton Competition         | Klaus Bachler Stéphane Lémeret Khaled Al Qubaisi         | Porsche 911 RSR               | D        | 18     | Ongeluk           |
| DNF  | LMGTE Am  | 88  | Proton Competition         | Klaus Bachler Stéphane Lémeret Khaled Al Qubaisi         | Porsche 4.0 L Flat-6          | D        | 18     | Ongeluk           |
| DNF  | LMP1      | 4   | ByKolles Racing Team       | Dominik Kraihamer Oliver Webb Marco Bonanomi             | ENSO CLM P01/01               | M        | 7      | Uitgevallen       |
| DNF  | LMP1      | 4   | ByKolles Racing Team       | Dominik Kraihamer Oliver Webb Marco Bonanomi             | Nismo VRX30A 3.0 L Turbo V6   | M        | 7      | Uitgevallen       |
| DSQ  | LMP2      | 13  | Vaillante Rebellion        | Nelson Piquet jr. Mathias Beche David Heinemeier Hansson | Oreca 07                      | D Dunlop | 364    | Gediskwalificeerd |
| DSQ  | LMP2      | 13  | Vaillante Rebellion        | Nelson Piquet jr. Mathias Beche David Heinemeier Hansson | Gibson GK428 4.2 L V8         | D Dunlop | 364    | Gediskwalificeerd |

## Tussenstanden na wedstrijd
LMP (coureurs)
| Pos | Coureur                                          | Punten |
| --- | ------------------------------------------------ | ------ |
| 1   | Earl Bamber Timo Bernhard Brendon Hartley        | 83     |
| 2   | Sébastien Buemi Anthony Davidson Kazuki Nakajima | 66     |
| 3   | Oliver Jarvis Thomas Laurent Ho-Pin Tung         | 50     |
| 4   | Alex Brundle David Cheng Tristan Gommendy        | 31     |
| 5   | Neel Jani André Lotterer Nick Tandy              | 28     |

LMP1 (constructeurs)
| Pos | Team    | Punten |
| --- | ------- | ------ |
| 1   | Porsche | 111    |
| 2   | Toyota  | 86,5   |

GTE (coureurs)
| Pos | Coureur                                  | Punten |
| --- | ---------------------------------------- | ------ |
| 1   | Pipo Derani Andy Priaulx Harry Tincknell | 74     |
| 2   | Jonathan Adam Daniel Serra Darren Turner | 63     |
| 3   | Sam Bird Davide Rigon                    | 60     |
| 4   | Richard Lietz Frédéric Makowiecki        | 55     |
| 5   | Billy Johnson Stefan Mücke Olivier Pla   | 43     |

GTE (constructeurs)
| Pos | Constructeur | Punten |
| --- | ------------ | ------ |
| 1   | Ford         | 117    |
| 2   | Ferrari      | 108    |
| 3   | Aston Martin | 95     |
| 4   | Porsche      | 72     |

GT Pro (teams)
| Pos | Nr | Team                      | Punten |
| --- | -- | ------------------------- | ------ |
| 1   | 67 | Ford Chip Ganassi Team UK | 74     |
| 2   | 97 | Aston Martin Racing       | 63     |
| 3   | 71 | AF Corse                  | 60     |
| 4   | 91 | Porsche GT Team           | 55     |
| 5   | 51 | AF Corse                  | 48     |

LMP2 (coureurs)
| Pos | Coureur                                   | Punten |
| --- | ----------------------------------------- | ------ |
| 1   | Oliver Jarvis Thomas Laurent Ho-Pin Tung  | 90     |
| 2   | Julien Canal Nicolas Prost Bruno Senna    | 52     |
| 3   | Gustavo Menezes Matt Rao                  | 42     |
| 4   | Alex Brundle David Cheng Tristan Gommendy | 41     |
| 5   | Alex Lynn Roman Roesinov Pierre Thiriet   | 38     |

LMP2 (teams)
| Pos | Nr | Team                    | Punten |
| --- | -- | ----------------------- | ------ |
| 1   | 38 | Jackie Chan DC Racing   | 90     |
| 2   | 31 | Vaillante Rebellion     | 52     |
| 3   | 36 | Signatech Alpine Matmut | 42     |
| 4   | 37 | Jackie Chan DC Racing   | 41     |
| 5   | 35 | Signatech Alpine Matmut | 38     |

GTE Am (coureurs)
| Pos | Coureur                                     | Punten |
| --- | ------------------------------------------- | ------ |
| 1   | Matt Griffin Weng Sun Mok Keita Sawa        | 76     |
| 2   | Paul Dalla Lana Pedro Lamy Mathias Lauda    | 70     |
| 3   | Matteo Cairoli Marvin Dienst Christian Ried | 63     |
| 4   | Duncan Cameron Marco Cioci Aaron Scott      | 50     |
| 5   | Ben Barker Nick Foster Michael Wainwright   | 32     |

GTE Am (teams)
| Pos | Nr | Team                  | Punten |
| --- | -- | --------------------- | ------ |
| 1   | 61 | Clearwater Racing     | 90     |
| 2   | 98 | Aston Martin Racing   | 76     |
| 3   | 77 | Dempsey-Proton Racing | 69     |
| 4   | 86 | Gulf Racing UK        | 36     |
| 5   | 54 | Spirit of Race        | 32     |

1923 · 1924 · 1925 · 1926 · 1927 · 1928 · 1929 · 1930 · 1931 · 1932 · 1933 · 1934 · 1935 · 1936 · 1937 · 1938 · 1939 · 1940 - 1948 · 1949 · 1950 · 1951 · 1952 · 1953 · 1954 · 1955 (Ramp) · 1956 · 1957 · 1958 · 1959 · 1960 · 1961 · 1962 · 1963 · 1964 · 1965 · 1966 · 1967 · 1968 · 1969 · 1970 · 1971 · 1972 · 1973 · 1974 · 1975 · 1976 · 1977 · 1978 · 1979 · 1980 · 1981 · 1982 · 1983 · 1984 · 1985 · 1986 · 1987 · 1988 · 1989 · 1990 · 1991 · 1992 · 1993 · 1994 · 1995 · 1996 · 1997 · 1998 · 1999 · 2000 · 2001 · 2002 · 2003 · 2004 · 2005 · 2006 · 2007 · 2008 · 2009 · 2010 · 2011 · 2012 · 2013 · 2014 · 2015 · 2016 · 2017 · 2018 · 2019 · 2020 · 2021 · 2022 · 2023 · 2024